# Симин Хан
Симин Хан је насељено мјесто у граду Тузла, Федерација Босне и Херцеговине, БиХ. Према попису становништва из 2013. године, у насељу је живјело 2.278 становника.

## Управа
Симин Хан је мјесна заједница у граду Тузли. Спада у рурално подручје града. На дан 31.12.2006. године, према статистичким процјенама, живјело је 7.172 становника у 1.793 домаћинства.

## Рудна богатства
На подручју сјевероисточне Босне вршена су нафтна истраживања између два свјетска рата, при чему су у Младицама 1937. пронађене "дебеле наслаге камене соли". На неколико бушотина у Пожарници и Симином Хану код Тузле нађена је нафта. Нешто је нафта извађено и прерађено у босанскобродској рафинерији 1939., а због неисплативости производња је прекинута 1943. године. У Симин Хану је још 1884. године започета градња првог индустријског погона за производњу соли – рудника соли у Симин Хану. Саграђена је годину послије. Од те године до данас Солана Тузла непрекидно производи и послује све до данас. За потребе индустријских погона постављена је ускотрачна жељезничка пруга Добој - Симин Хан, пуштена у промет годину послије, 29. априла 1886. године.

## Становништво
| Националност       | 2013. | 1991. | 1981. | 1971. | 1961. |
| Муслимани          | 1.972 | 517   | 203   | 359   | 5     |
| Срби               | 60    | 1.164 | 1.047 | 883   | 476   |
| Хрвати             | 132   | 108   | 137   | 154   | 92    |
| Југословени        | 4     | 360   | 178   |       | 207   |
| остали и непознато | 110   | 160   | 34    | 17    | 17    |
| Укупно             | 2.278 | 2.309 | 1.599 | 1.413 | 797   |